# Castell de Pendragon

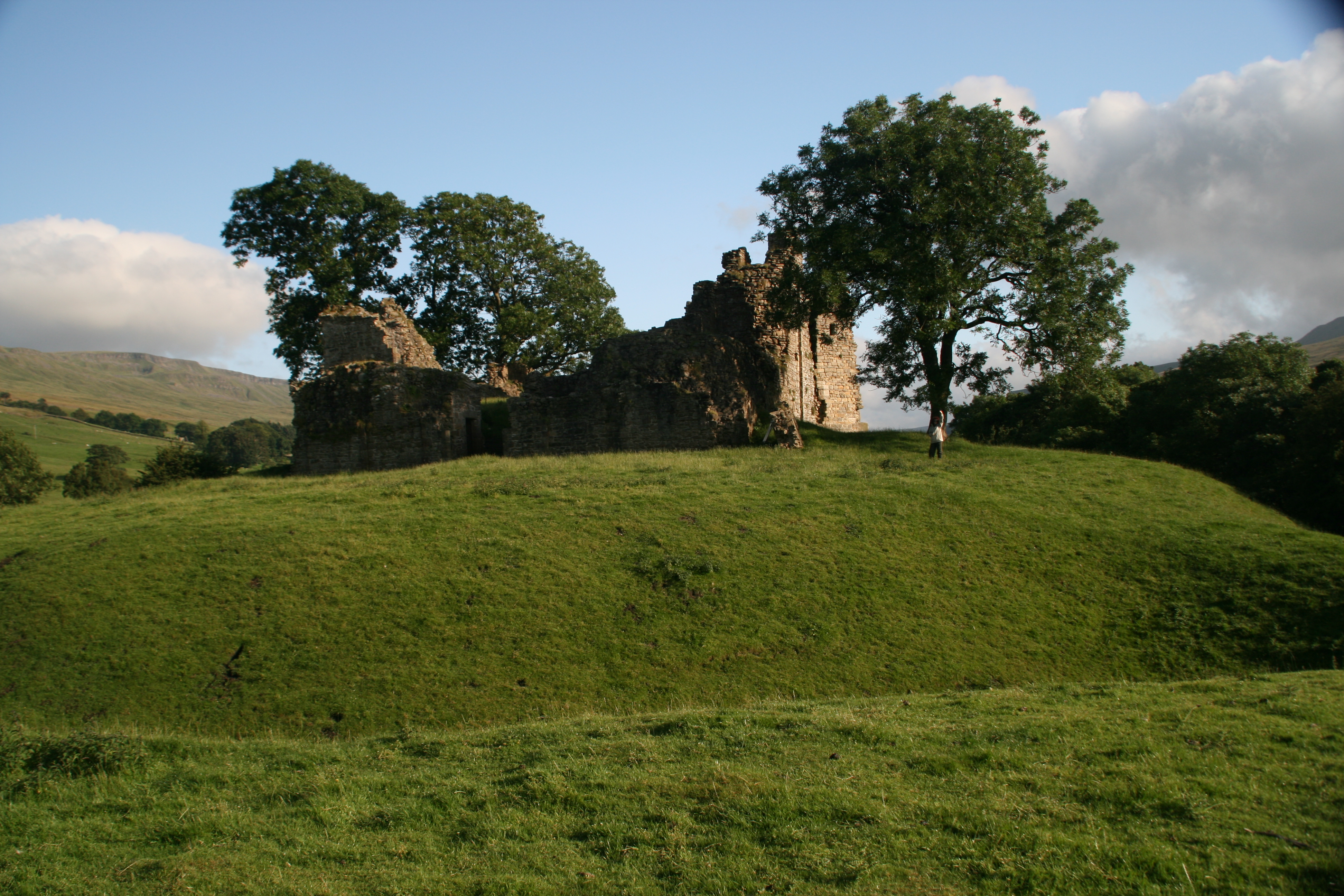
Vista general del castell i el fossat.

El Castell de Pendragon és una ruïna localitzada a la vall Mallerstang, Cúmbria, al sud de Kirkby Stephen, i proper al llogarret de Outhgill. Està situat en un monticle amb vista cap a una corba en el riu Eden, al pujol de Wild Boar Fell al sud-oest i amb la serra de Mallerstang a l'est. És un edifici catalogat com a grau I pel English Heritage.

## Llegenda

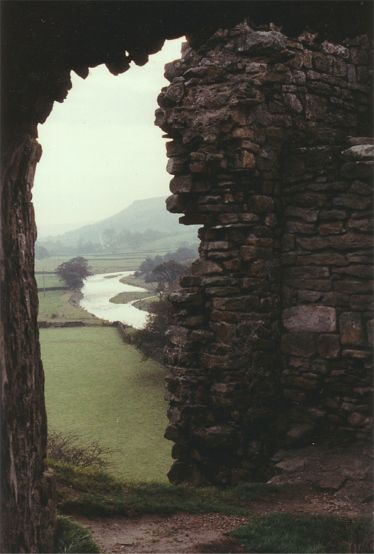
Castell de Pendragon. Vista sobre el Riu Eden.

Segons la llegenda, el castell va ser construït per Uther Pendragon, pare del Rei Artús, de qui s'ha dit que va intentar infructuosament desviar el riu per proveir d'aigua al seu fossat. Uther (si és que va ser una persona real) era possiblement un cap del segle V qui va dirigir resistència als invasors anglosaxons.
Segons una altra llegenda local, Uther i molts dels seus homes van morir aquí quan els saxons van enverinar el pou (però altres llegendes donen St Albans com la ubicació de la seva mort).

## Història

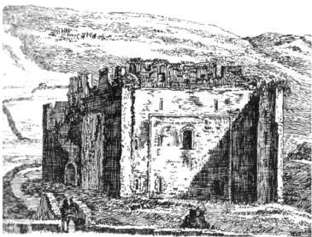
Castell de Pendragon, ca 1740.

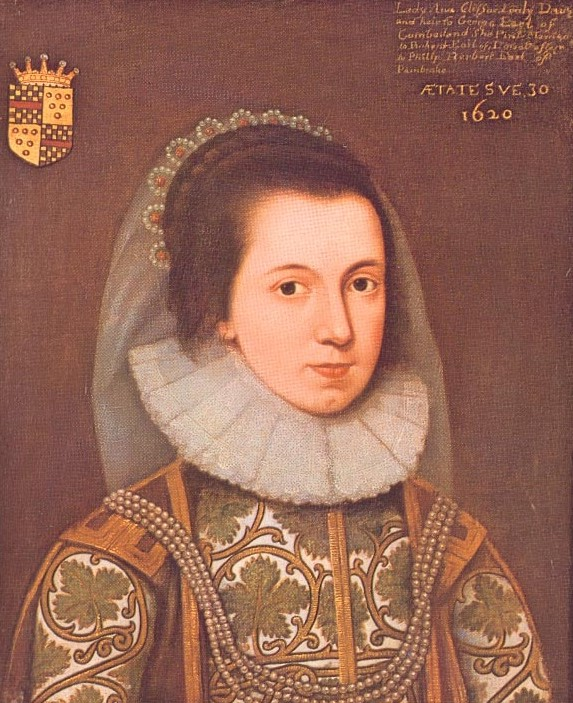
Lady Anne Clifford

Malgrat la llegenda —i del descobriment d'una moneda romana— no hi ha cap evidència de qualsevol ús pre-normand d'aquest lloc. El castell va ser construït al segle xii, durant el regnat del rei Guillem II, per Ranulph de Meschines. Conté les restes d'una torre de l'homenatge normanda, amb l'addició tardana al segle xiv d'una torreta per a serveis i alguns ampliacions del segle xvii.
Un dels seus amos més notables va ser Sir Hug de Morville, Senyor de Westmorland —un dels quatre cavallers que van assassinar Sant Tomàs Becket l'any 1170. Un cim a la serra de Mallerstang ho recorda amb el seu nom Hugh Seat. Una altra propietària va ser Lady Idonea de Veteripont qui, després de la mort del seu marit Roger de Lilburn, va viure la resta de la seva vida al castell, fins a la seva mort el 1334. Lady Idonea va fundar l'església de St. Mary en el poblat proper de Outhgill, l'any 1311 aproximadament, i que va ser restaurada l'any 1663 per Lady Anne Clifford.
El castell va ser atacat per invasors escocesos l'any 1342 i una altra vegada el 1541. Després de l'últim atac va quedar convertit en una ruïna fins que va passar a les mans de Lady Anne Clifford, qui el va reconstruir l'any 1660, també afegint una cerveseria, una fleca, estables i un lloc per als carruatges. Va ser un els seus castells favorits fins a la seva mort l'any 1676, a l'edat de 86 anys.
El successor de Lady Anne, el Comte de Thanet, no va fer cap ús del castell i va treure tota cosa de valor d'ell, incloent parts del sostre. Cap al 1770 la majoria de l'edifici per sobre del segon pis havia col·lapsat, i des de llavors gradualment es va anar deteriorant fins a esdevenir en ruïna romàntica.
En anys recents alguns enderrocs han estat remoguts i s'han consolidat les parets. Una recerca arqueològica ha estat duta a terme per la unitat Arqueològica Universitària de la Universitat de Lancaster, i va ser publicada en 1996.
El castell és de propietat privada. L'accés és públic per a l'exterior de l'edifici. En l'actualitat el castell forma part del circuit turístic denominat Lady Anne's Way.